# Święty Pagórek w Mikulovie
Święty Pagórek (czes. Svatý kopeček) – wzgórze o wysokości 363 m n.p.m. położone na wschód od miasta Mikulov na południu Czech. Pod względem geograficznym leży w mezoregionie Mikulovská vrchovina (mikroregion Pavlovské vrchy).
Na Świętym Pagórku znajduje się zespół czterech XVII-XVIII-wiecznych kaplic, stanowiących regionalne centrum pielgrzymkowe:
- św. Sebastiana (największa) z wolno stojącą dzwonnicą
- św. Rozalii
- św. Barbary
- Grobu Pańskiego

Wzgórze ma kształt owalu, zwężającego się ku południowemu zachodowi, ze spłaszczonym szczytem. Stoki północne są zalesione (z wyjątkiem północno-wschodniego, na którym dominują krzewy, głównie głóg), natomiast południowe – skaliste z licznymi ostańcami wapiennymi (do najczęściej spotykanych tu roślin należą: kosaciec niski, ostnica Jana i ożanka górska).
Od 1946 r. wzgórze objęte jest rezerwatem przyrody Svatý kopeček (Święty Pagórek koło Mikulova) o powierzchni 37,2 ha.